# The Sims 3 (для игровых приставок)
The Sims 3 — однопользовательская видеоигра в жанре симулятора жизни, разработанная компанией Maxis под руководством геймдизайнера Рода Хамбла и изданная компанией Electronic Arts. В США игра вышла 26 октября 2010 года для игровых приставок PlayStation 3 и Xbox 360.
Игра представляет собой симулятор жизни, где игрок должен управлять виртуальной жизнью одного или нескольких персонажей, удовлетворять его базовые потребности во сне, еде, общаться с другими персонажами, ходить на работу и исполнять его мечты. Хотя симулятор создан на том же игровом движке, что и The Sims 3 для ПК, игровой процесс был переработан в сторону стратегии, выполнения заданий и добычи достижений. В частности в игру была введена система кармы, а также впервые в истории франшизы внедрена служба обмена созданных персонажей, зданий и перекрасок предметов. При разработке, создатели хотели наделить The Sims 3 для приставок по возможности всеми преимуществами оригинала для ПК, однако для оптимизации, в игру было введено меню загрузки при посещении участков.
Специально для консольной версии песни на симлише перезаписали известные музыканты, такие, как 3OH!3, Флоу Райда, School of Seven Bells, Джессика Маубой, Дедмаус, Коди Симпсон и другие.
Игра для PlayStation 3 получила в основном положительные и смешанные отзывы от критиков. Средняя оценка, составленная сайтом Metacritic, составляет 78 баллов из 100 возможных. Средняя оценка игры для Xbox 360 составляет 76 баллов из 100. Критики похвалили игру за введение механики карм, а также встроенную службу обмена, упрощающую загрузку пользовательского контента, рецензенты заметили, что управление в игре сложное, но со временем его можно освоить, однако обозреватели указали на обилие раздражающих экранов загрузки и частые зависания. Обозреватели подытожили, что The Sims 3 обречена существовать в тени её одноимённой ПК-версии, интерес к которой поддерживается многочисленными дополнениями и модами, которых лишена консольная The Sims 3.

## Игровой процесс
The Sims 3 предлагает игроку создать одного или несколько персонажей. В редакторе персонажа, игрок может создать сима женского или мужского пола, выбрать для него нужные черты лица, оттенок кожи, волос и подходящую одежду. Игровой процесс игры в целом идентичен базовой версии The Sims 3. Игра в том числе включает старение и позволяет обзаводиться детьми, став в итоге первой консольной игрой во франшизе The Sims, вводящей детей и старение. Игрок должен управлять жизнью персонажа, зарабатывать деньги, знакомиться с новыми персонажами и развивать навыки. Также он может посещать различные районы города: жилые зоны или общественные участки. Игрок, используя инструменты строительства, может строить изменять здание, а также размещать мебель и предметы.

Управление в игре осуществляется посредством перемещения зелёного луча света с помощью геймпада, позволяя управлять симом, а также указывать на предметы или других персонажей для взаимодействия

Панель управления была переделана для управления геймпадом. Из-за технических ограничений игровых приставок, игра также подверглась значительной оптимизации, в частности посещение участка всегда сопровождается экраном загрузки. Также игра позволяет создавать до шести членов семьи, а не восьми, как в ПК-версии. Игрок не может изменять все участки, доступные в городе, а лишь жилые. Сама карта города была изменена на двухмерное изображение, чтобы упростить перемещение персонажа на карте с помощью геймпада.
Основное отличие от ПК-версии заключается во внедрении в игровой процесс механики «кармы», которую игрок может использовать на персонаже в умеренном количестве и разблокировать доступ к применению новых видов карм, по мере выполнения разных заданий и целей. Карма может положительно или отрицательно воздействовать на сима, например ускорять развитие навыков, чинить его сломанные предметы, или же вызывать землетрясения и даже вызвать смерть персонажа. Кармой нужно пользоваться осторожно, в противном случае это приведёт к трагическим последствиям. В полночь игрового времени происходит так называемый «час расплаты», который может принести персонажу новые бедствия, если игрок неосторожно использовал карму в последние игровые сутки. Другое нововведение — система испытаний. Игра предлагает более 300 разных задач разной степени сложности. Выполняя их, игрок получает особые очки, на которые можно приобрести новые силы кармы, одежду, мебель и другие вещи. Достижения также учитываются в подсчёте трофеев Xbox Live и PlayStation Network. Отличие с ПК-версией также включает в себя замену изображения города с перспективы птичьего полёта статичной двухмерной картой с изображением локаций, которые персонаж может посетить.

### Служба обмена и социальные сети
Игра, в отличие от её аналога на ПК, поддерживала систему онлайн-обмена, где игроки, не покидая The Sims 3, могли делиться созданным контентом с другими пользователями или скачивать контент других игроков. Игроки The Sims 3 получали доступ к собственной и независимой версии службы обмена для отдельной консоли — PlayStation Network (PlayStaion 3) и (Xbox Live) Xbox 360. Созданных персонажей, дома и текстуры можно было загружать в MyStudio, доступных в главном меню, чтобы делиться файлами с другими игроками. Каждая из двух версий Exchange включала пользовательский контент, созданный с помощью инструментов редактирования консольных игр, в частности перекраски мебели, автомобилей и даже полноценные меблированные участки. Страница Exchange также позволяла создавать и настраивать личный профиль, искать контент в соответствии со своими вкусами, и следить за публикациями своих друзей. Предметы и здания затем можно было загружать в папку «Мои Документы», в игре. В июне 2018 года, EA Games прекратила поддержку игровых серверов для PS3 и Xbox 360 и вместе с ними службу обмена файлами.
Игрок также может делиться своими завершёнными испытаниями или достижениями в социальных сетях Facebook или Twitter или оценивать публикации других игроков.

## Разработка
Разработка консольной The Sims велась в свете успешных продаж оригинальной ПК-версии The Sims 3, ставшей самой продаваемой игрой 2009 года. Разработкой руководил Род Хамбл. Сама консольная игра во многом идентична ПК-версии The Sims 3 с адаптированной панелью управления для игры с геймпадом. Хотя к The Sims и The Sims 2 уже выходили консольные версии, они создавались, как игры с самостоятельным движком, чтобы соответствовать характеристикам игровых приставок своего времени. Приставочная The Sims 3 же создавалась с применением того же игрового движка, что и её ПК-версии, тем не менее игра была оптимизирована для ограниченных характеристик PlayStation 3 и Xbox 360, например позволяя строить дом только на одном участке. Тем не менее редактор строительства и режим жизни был оставлен без изменений.
Разработчики должны были учитывать в целом интересы аудитории игровых приставок, в частности было решено уделить особое внимание сетевым аспектам и ролевой составляющей симулятора жизни. При этом команда учитывала также факт того, что консольные игроки, как и пк-игроки также любят подробное моделирование и атомизацию персонажей или локаций. В частности консольная The Sims 3 стала первой игрой серии The Sims, в которую была интегрирована служба обмена, со слов исполнительного продюсера Сэм Плейера, «позволяющая делиться своими творениями с другими игроками-симами по всему миру, а также загружать контент от других игроков, даже не выходя из игры, через бесшовно интегрированную систему обмена». Игровой процесс также претерпел изменения, чтобы больше ориентироваться на достижения, на которых можно зарабатывать внутриигровую валюту, а также делиться информацией в социальных сетях Facebook и Twitter. При создании игры, разработчики стремились сохранить как можно больше возможностей, присущей версии для ПК в противовес старшим консольным The Sims, позволяющим играть только за одного персонажа и в одном участке.
Это также первая игра в серии, доступная в режиме HD. Сэм Плеер, исполнительный продюсер EA признался, что The Sims 3 стала самой проработанной консольной игрой в истории франшизы. Команда хотела не только перенести все возможности игрового процесса из ПК-версии, но и улучшить и изменить его в соответствии с интересами консольных игроков. Команда должна была учитывать, чтобы город и его население менялись и развивались параллельно с игровым персонажем. Разработчики также заметили, что должны были учитывать, чтобы игра в том числе включала элементы, исключительные для конкретной платформы, в данной ситуации, в консольную The Sims 3 была добавлена механика карм. Разработчики также уделили особое внимание интеграции игры с социальными сетями, заметив, что игроки ПК-версий часто используют форумы и блоги для обсуждения The Sims, такую же возможность разработчики хотели предоставить и игрокам консольной версии. Разработчики также рассматривали вариант выпуска дополнений.

## Анонс и выход
Впервые о предстоящем выпуске The Sims 3 для игровых приставок стало известно 27 апреля 2010 года. Тогда же было объявлено, что игра поступит в продажу осенью того же года. Впервые трейлер консольной The Sims 3 был показан на выставке Е3 2010 в сопровождении песни Криса Аллена «Live Like We are Dying». Игровой процесс был продемонстрирован на выставке EA Studio Showcase в Редвуд Шорс. Выход игры состоялся 26 октября 2010 года. В России игра вышла 18 ноября для Xbox 360 и 28 октября для PlayStation 3 2010 года. Русской локализацией занималась компания СофтКлаб. Игра в том числе рекламировалось рекламировалось на молодёжном телеканале MTV.
После выхода, в США, версия для PlayStation 3 заняла 33 место в чартах с проданными 62,000 копиями, а версия Xbox 360 заняла 29 место, продав 68,000 копий. Всего, в мире были продано 2,03 миллиона копий игры для PlayStation 3 и 2,31 миллиона копий для Xbox 360. Основная масса (2,02 млм) пришлась на северную Америку, далее на Европу (1,78 млн), Японию (0,2 млн) о остальные страны (0,51 млн). При этом наибольшее количество покупателей копий для PlayStation 3 пришлась на жителей Европы.
EA также выпустила загружаемый контент для The Sims 3, как платный, так и бесплатный, который можно было приобрести в PlayStation Store и на Xbox Games Store. Данный контент включал в себя коллекции новой одежды, причёсок и мебели. В данный момент, вместе с прекращением поддержки игр, приобретение контента больше не возможно.

## Музыка

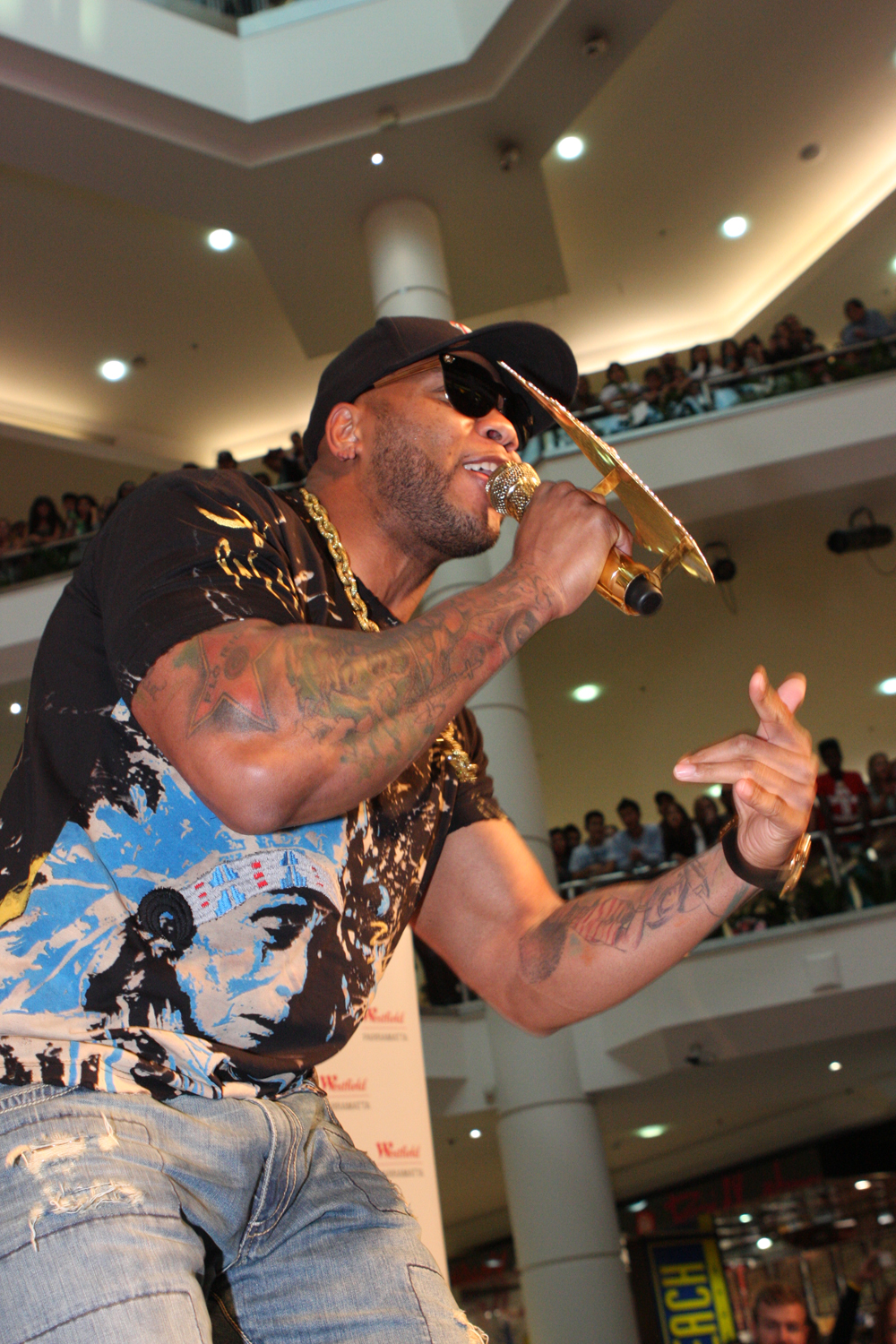
Flo Rida, один из музыкантов, переписавших на симлише свой сингл для консольной The Sims 3

В The Sims 3 для приставок была добавлена аналогичная музыка, что и в ПК-версии, в частности музыка, играющая в режиме городка, строительства и создания персонажа была написана Стивом Яблонски. В игре также доступна стереосистема, проигрывающая музыкальные композиции разных жанров, и перепетые на симлише музыкантами. Тем не менее исключительно для консольной The Sims 3 была добавлена отдельная коллекция песен, спетых известными музыкантами и группами, среди которых есть например 3OH!3, Флоу Райдом, School of Seven Bells, Джессики Маубой, Дедмауса, Коди Симпсона и Mickey Factz. Часть данных треков также была включена в дополнение «В сумерках» к ПК-версии The Sims 3.
| №   | Название               | Автор(ы)                     | {{{extra_column}}} | Длительность |
| --- | ---------------------- | ---------------------------- | ------------------ | ------------ |
| 1.  | «Double Vision»        | 3OH!3                        | электро-поп        | 3:11         |
| 2.  | «Fresh I Stay»         | Flo Rida and Jovi            | реп/хип хоп        | 3:08         |
| 3.  | «Dust Devil»           | School of Seven Bells        | инди-рок           | 4:54         |
| 4.  | «Saturday Night»       | Джессика Маубой              | ню-диско/ремикс    | 3:19         |
| 5.  | «Some Chords»          | Deadmau5                     | ню-диско/ремикс    | 3:31         |
| 6.  | «Iyiyiyi»              | Коди Симпсон                 | поп                | 2:56         |
| 7.  | «Latest Heartbreak»    | 22-20s                       | инди-рок           | 3:49         |
| 8.  | «Ever Seen This»       | Aceyalone и RJD2             | реп/хип хоп        | 4:03         |
| 9.  | «We Can’t Fly»         | Aeroplane                    | ню-диско/ремикс    | 4:34         |
| 10. | «Phoneix Burn»         | Alpha Rev                    | инди-рок           | 3:55         |
| 11. | «You Got Me»           | Crash Kings                  | инди-рок           | 3:25         |
| 12. | «Free Energy»          | Free Energy                  | инди-рок           | 4:12         |
| 13. | «We Have Love»         | Hot Chip                     | электро-поп        | 4:31         |
| 14. | «American Trash»       | Innerpartysystem             | электро-рок        | 4:48         |
| 15. | «All of These Boys»    | Jasmine V                    | поп                | 3:16         |
| 16. | «Gonna Be a Long Time» | The John Butler trio         | инди-рок           | 1:35         |
| 17. | «Flickin»              | Kidz in the Hall             | хип хоп            | 4:08         |
| 18. | «Calling Out»          | Lazee featuring Apollo Drive | Хип-хоп/рок        | 3:21         |
| 19. | «Dreamland»            | Mickey Factz                 | хип-хоп/электро    | 4:17         |
| 20. | «Are you Ready?»       | Ozomatli                     | латино/рок/хип-хоп | 2:04         |
| 21. | «Stand Tall»           | The Dirty Heads              | инди-рок           | 3:14         |

## Восприятие
| Сводный рейтинг    | Сводный рейтинг | Сводный рейтинг |
| Издание            | Оценка          | Оценка          |
| Издание            | PS3             | Xbox 360        |
| ------------------ | --------------- | --------------- |
| GameRankings       | 80,67 %         | 77,36 %         |
| Metacritic         | 78/100          | 75/100          |
| Иноязычные издания |                 |                 |
| Издание            | Оценка          | Оценка          |
| Издание            | PS3             | Xbox 360        |
| Eurogamer          | 80 %            | N/A             |
| Game Informer      | 90 %            | N/A             |
| GameSpot           | 7/10            | 7/10            |
| GamesRadar+        | [ 40 ]          | N/A             |
| GameZone           | 65 %            | 65 %            |
| IGN                | 7,5/10          | N/A             |
| OPMUK              | 7/10            | N/A             |
| OXM                | N/A             | 80 %            |
| WorthPlaying       | 90 %            | N/A             |

Игра для PlayStation 3 получила в основном положительные и смешанные отзывы от критиков. Средняя оценка, составленная сайтом Metacritic, составляет 78 баллов из 100 возможных и 61 баллов по оценке обычных пользователей. Средняя оценка игры для Xbox 360 составляет 76 баллов из 100. Оценки простых пользователей заметно выше по сравнению с PS3 и составляют 70 баллов из 100. Редактор сайта Spieltipps в шутку заметил, «чтобы мужчины приготовились, что женщины начнут выгонять их с насиженного места на диване, чтобы сыграть в Бога перед телевизором». По общему мнению критиков, выпуск симулятора для игровых приставок являлся маркетинговым ходом на фоне большого успеха игры для ПК, и поэтому приставочная версия может лишь купаться в тени славы оригинала.
В частности Дастин Чадвелл отметил, что хоть сам симулятор и выглядит довольно интересно, но практика показывает, что те, кто покупал консольные The Sims и The Sims 2, пробовали игру лишь несколько раз, а если игрока заинтересовывал симулятор, он как правило продолжал играть в ПК-версию с более удобным управлением. Критик уверен, что такая судьба постигнет и The Sims 3 для консолей, особенно на фоне того, что игровой движок консольной версии идентичен The Sims 3 для компьютера, а значит и повторяет недостатки изначальной игры. Эмили Гера, рецензент сайта Video Gamer, назвала игру точной копией компьютерного собрата в отличие The Sims 2 и The Sims. Помимо этого симулятор для консолей не обладает таким количеством расширений, как версия для ПК, и поэтому будет потенциально не интересна фанатам The Sims. Однако Дастин Чадвелл отметил, что консольный симулятор может быть интересен тем, кто ещё не был знаком с игрой для компьютеров. Кристине Штеймер наоборот заметила, что если игроку не нравится играть в The Sims 3 на компьютере, то приставочная версия выступит хорошей альтернативой.
Среди главных достоинств критиками была отмечена введённая система кармы, позволяющая создавать в игре некое подобие божественного вмешательства. Миган Мари назвал новые кармы «интригующими». Эмили Гара отметила, что ради карм игрокам, ранее знакомым с компьютерной версией The Sims 3, строит немного поиграть в игру для приставок. Критик сайта Gamewatcher также похвалил The Sims 3 для консолей за отсутствие слишком долгих экранов загрузки, которыми грешили предыдущие приставочные версии The Sims и свободный геймплей. Также критики похвалили интегрированную в игру службу обмена созданных персонажей и зданий. Например критик Game Informer заметил, что служба обмена насытит игроков бесконечным запасом пользовательского контента. Рецензент Strategyinformer отметил, что разработчикам удалось «взорвать» игру своей службой обмена, позволяя скачивать и устанавливать предметы прямо в игре.
Критики также оценили интерфейс, хотя и заметили, что The Sims 3 явно не создавалась для консолей и чувствуется неудобной в нём. Стив Чарден, рецензент сайта Digital Chumps отметил, что хоть The Sims 3 вовсе не предназначена для управления геймпадом, разработчиком удалось вложить много сил и создать довольно приемлемую систему управления, отметив, что к ней со временем можно привыкнуть. Критик сайта GameWatcher также заметил, что хотя управление необычно, к нему можно довольно быстро и легко привыкнуть. Аналогично заметила Кристине Штеймер, указав на то, что элементы управления кажутся сложными в начале, но их требуется освоить, после чего игра станет довольно простой. Критик также похвалила контроллер, который почти не повредил многие игровые функции, изначально предназначенные для ПК.
Рецензенты в качестве важного недостатка указали на множество загрузок. В частности критик Digital chumps назвал их «раздражающе» долгими, Кристине Штеймер с IGN заметила, что игрок, решивший опробовать консольную The Sims 3, будь то версия для PS3 или Xbox 360, должен приготовиться к тому, что он столкнётся с многочисленными экранами загрузки, которые будут сопровождать игрока при посещении каждого участка. Также критик указала на проблемы, связанные с частотой кадров и частыми зависаниями и в итоге не возможностью использовать режим ускоренного времени. Критик сайта Vandal признался, что постоянные зависания и загрузки могут просто перебить какое либо желание дальше играть.
Учитывая, что консольная игра является копией ПК-версии, рецензенты выразили разочарование тем, что в игре нет возможности загружать пользовательский контент, созданный сторонними программами, а также, что игра не будет поддерживаться дополнениями. В частности Кристине Штеймер с IGN заметила, что игре в итоге не хватает разнообразия, со временем игрок обнаружит, что уже знает всех соседей и не сможет снова испытывать волнения по поводу новых знакомств завязывания романтических отношений, а городок, в начале кажущийся процветающим, в итоге чувствуется маленьким посёлком. Критик сайта Vandal заметил, что город чувствуется «карликовым», оторванным от реальности и лишённом чувства общности, как в версии для ПК. Критик сайта XGN заметил, что при всех своих интересных элементах геймплея и в целом качественной реализации, игра, не поддерживаемая дополнениями и без доступа к модификациям просто не в состоянии конкурировать с The Sims 3 для ПК.